# Amici come prima (film 2018)
Amici come prima è un film, del 2018, diretto da Christian De Sica e dal figlio Brando, con protagonisti Massimo Boldi e lo stesso De Sica, che tornano a lavorare insieme dopo 13 anni.

## Trama
Cesare Proietti è il direttore di un prestigioso albergo appartenente all'imprenditore Massimo Colombo e alla figlia Luciana. In seguito al passaggio ad altro gruppo aziendale, Cesare viene degradato a responsabile della lavanderia, ma sdegnato rifiuta l'incarico. A causa delle pressanti richieste di denaro da parte della moglie Carla e del figlio Matteo, in procinto di esordire come cantante, Cesare decide di accettare ma, quando si presenta a Luciana Colombo, è troppo tardi perché il posto è stato assegnato al suo amico Marco Gallo, ex portiere dello stesso albergo.
Dopo aver bussato a parecchie porte e malgrado le referenze impeccabili, Cesare trova difficoltà a trovare un impiego simile a quello perduto a causa della sua età; inoltre non può contare neppure sulla liquidazione, già utilizzata in precedenza per varie esigenze. Discutendo con l'amico Marco, Cesare scopre che Luciana Colombo è disposta a pagare bene una badante per il padre Massimo che si finge paraplegico per pigrizia, e decide allora di fingersi un'altolocata signora di mezza età per ottenere il posto. Dopo essere stato assunto sotto le mentite spoglie di Lisa Sandrelli, il gioco regge fino a quando Massimo e la figlia non organizzano una sfarzosa festa per il compleanno dello stesso Massimo nell'albergo. Essendo ancora ignara del fatto che il marito sia stato licenziato, Carla esige di partecipare al ricevimento per lanciare il brano del figlio Matteo e farlo conoscere a gente importante.
Cesare è quindi costretto a presentarsi alla festa nel doppio ruolo suo e di Lisa, alternandosi di volta in volta, aiutato dall'amico Marco e dal resto dello staff. A causa di una banalità, Cesare viene scoperto da Carla e Massimo e in un sol colpo perde moglie e lavoro. Rimasto solo, Massimo sente la mancanza dell'esuberanza di Cesare, e, quando si rende conto che sua figlia ha intenzione di interdirlo per poter vendere l'albergo, contatta Cesare per chiedergli aiuto. Quest'ultimo inizialmente rifiuta, sperando di riconciliarsi, invece, con la moglie Carla. Quando anche Cesare non ha nulla da perdere e Massimo gli concede l'ultimo regalo di reintegrarlo nello staff dell'albergo nello stesso ruolo che ricopriva, si precipita ad aiutarlo e fuggono in auto per poi avere un incidente stradale. Al funerale di Massimo, Cesare, uscitone con poche ferite, rifiuta il reintegro e manda Luciana a quel paese davanti a tutto lo staff.
Luciana, sicura della morte del padre, crede di poter finalmente gestirne in pieno le ricchezze, ma rimane di stucco quando scopre che l'uomo ha versato 50 milioni di euro in un conto estero senza sapere il nome del beneficiario. La morte inscenata da Massimo è stata l'idea per liberarsi dalle grinfie della figlia e vivere serenamente in compagnia di Cesare che al contempo decide, come ha già fatto l'amico, di scaricare Carla, avendo finalmente capito quanto sia capricciosa e viziata. La donna gli telefona solo perché ha scoperto che è ricco e si trova a L'Avana, ma lui interrompe la chiamata gettando via il telefono. Nella scena finale Cesare, ri-travestitosi da donna, canta in un'orchestra caraibica con Massimo e Matteo che gli danno il ritmo.

## Produzione
Le riprese del film si sono svolte dall'11 giugno al 28 luglio 2018 tra Milano, Cassano d'Adda, Como, Monza, Lecco, Lesmo e lago d'Iseo.

## Distribuzione
Il film è stato distribuito nelle sale cinematografiche italiane a partire dal 19 dicembre 2018.

## Accoglienza

### Incassi
Il giorno di Natale è stato il film più visto nelle sale con 1334836 € di incasso. In totale il film ha incassato 8238631 €, risultando il film italiano più visto nella stagione 2018-2019.